# 石川鷹彦
石川 鷹彦（いしかわ たかひこ、1943年7月16日 - ）は、北海道札幌市生まれの編曲家、ギタリスト、スタジオ・ミュージシャンである。

## 来歴
北海道札幌市生まれ。小学生のときに東京に移る。1968年に同じ多摩美術大学の小室等とともに六文銭を結成。その後吉田拓郎・かぐや姫・イルカ・アリスらの演奏を担当。1970年代のフォーク・ニューミュージックシーンにおいて多くの演奏を残し、編曲家としても数々のヒット曲を生み出した。
1992年にさだまさしのアルバム『ほのぼの』をプロデュースして以来、さだのサポートメンバーとしての活動が多かった。『第47回NHK紅白歌合戦』においても、さだのサポートメンバーとして出演した｡
1996年9月から10月にかけて、NHK趣味百科「アコースティック・ギター入門」に加藤和彦とともに講師として出演。同年、玉置浩二と「玉置浩二＆石川鷹彦アコースティックLIVE」を行った。
2006年にはつま恋での吉田拓郎&かぐや姫のコンサートにもサポートメンバーとして出演。活動後期は森山直太朗の楽曲を多く手掛けた。
2014年1月に脳梗塞で倒れ、後遺症のため右手が不自由になったことからギタリストとしての活動を休止した。その後リハビリを経て、自宅でコンピュータを使った音楽制作を再開している。
2019年にイルカのコンサートを訪れており、その様子がイルカ公式サイトに掲載されている。2021年にはさだまさしのコンサートに観客として来場し、楽屋を訪問した。

## 人物
アコースティック・ギター以外にも、フラットマンドリン・バンジョー・ブズーキ・エレキギター・リゾネーターギターなどの弦楽器、さらにはシンセサイザーのプログラミングまでこなすマルチプレイヤーの先駆けである。50本以上のギターを所有している。
アリスのオリコンチャート10位以内に入ったシングルはすべて石川の編曲作品である。前述のようなフォーク系以外に、大瀧詠一・ゴダイゴ・鈴木茂らロック系ミュージシャンのレコーディングにも参加した。また、風の「22才の別れ」、山崎ハコの「呪い」など、ギターイントロの名作も多く生み出している。

## ディスコグラフィー

### ソロアルバム
- ステンド・グラス（1973年）
- The Firmament（1993年）
- WORDS　（1994年）
- WORDSⅡ　（1996年）
- WORDS 3rd　（2001年）
- WORDS 3.5　～Solo Guitar Style～　（2004年）
- WORDS 4　（2007年）
- WORDS BEST　〜KAMUY〜（2008年）
- WORDS BEST 〜Sirius〜（2008年）
- PLAY FORK SONGS　〜WORDS 4.5〜（2010年）

### オムニバスアルバム
- エーゲ海 〜the AEGEAN SEA〜（1979年） - エーゲ海をモチーフに、石川・松任谷正隆・細野晴臣の3人が書き下ろしたインストゥルメンタル曲集

## 関与した曲
アリス
- 冬の稲妻
- 涙の誓い
- 五年目の手紙
- ジョニーの子守唄
- チャンピオン
- 夢去りし街角
- Wild Wind－野性の疾風－
- 12°30'
- 秋止符
- 狂った果実

石原詢子
- 桜貝のかほり

伊勢正三
- ささやかなこの人生

甲斐バンド
- 安奈

かぐや姫
- 僕の胸でおやすみ
- ポカポカ日曜日
- 黄色い船
- 突然さよなら
- 大きな片想い
- 赤ちょうちん
- 街並
- アビーロードの街

風
- 22才の別れ
- なんとなく
- はずれくじ

佐々木好
- ストレート

さだまさし
- Birthday
- 吾亦紅
- 広島の空
- 落日
- あなた三昧
- 好敵手
- 邂逅
- MOTTAINAI
- 山ざくらのうた
- 神の恵み～A Day of Providence～
- 本当は泣きたいのに
- 不器用な花
- 未来

さとう宗幸
- 青葉城恋唄

中島みゆき
- 狼になりたい
- 裸足で走れ
- 泥海の中から
- 信じ難いもの
- 小石のように

みのや雅彦
- 片想い

森田童子
- ぼくたちの失敗
- 狼少年・ウルフ・ボーイ

森山良子
- さとうきび畑

森山直太朗
- 花鳥風月
- うんこ
- トイレの匂いも変わったね
- どこもかしこも駐車場
- そしてイニエスタ
- 優しさ
- 四月になれば
- よく虫が死んでいる
- 結婚しようよ
- ひとりぼっちじゃない
- 言葉にすれば
- そりゃ生きてればな
- 知らないことが多すぎる
- おかえり
- 愛の比喩
- 自由の限界
- 人のことなんて
- 泣いてもいいよ
- タカシくん
- 今ぼくにできること
- 友達だと思ってたのに
- 初恋
- ラクダのラッパ
- 晩秋
- 水芭蕉
- 何処かで誰かが
- 雨だけど雨だから
- そのままの殿でいて
- ここにきてモーツァルト
- あなたがそうまで言うのなら
- 夜の公園で渡すつもりのない手紙を書いている
- 放っておいてくれないか
- 昨日の君と今日の僕
- アンジョリーナ
- Que sera sera
- 臆病者
- 青い朝
- 小鳥
- グングルパーニャ
- 名もなき花の向こうに(仮)